# Condes de Girona
Os condes de Girona (ou Gerona) foram:
- Rostany (785-801)
- Odilon (801-812)
- Bera (812-820)
- Rampo (820-826)
- Bernardo I (826-832), primeiro governo
- Berengário (832-835)
- Bernardo I (836-844), segundo governo
- Sunifredo I (844-848)
- Vilfredo I (848-852)
- Odalrico (852-858)
- Humfrido (858-864)
- Otger (861-870)
- Bernardo (870-878)
- Vilfredo II (878-897)